# Großsteingrab Christiansminde
Das Großsteingrab Christiansminde war eine megalithische Grabanlage der jungsteinzeitlichen Nordgruppe der Trichterbecherkultur im Kirchspiel Draaby in der dänischen Kommune Frederikssund. Es wurde im 19. oder frühen 20. Jahrhundert zerstört.

## Lage
Das Grab lag westsüdwestlich von Christiansminde an der Nordseite des Kulhusvej, kurz vor dessen westlichem Ende. Der Standort liegt nicht weit von der Küste des Isefjords. Sowohl südöstlich als auch westlich und nördlich des Großsteingrabs sind entlang der Küste zahlreiche zumeist nicht genauer datierte vorgeschichtliche Grabhügel nachgewiesen, von denen heute nur noch ein Teil existiert.

## Forschungsgeschichte
Im Jahr 1873 führten Mitarbeiter des Dänischen Nationalmuseums eine Dokumentation der Fundstelle durch. Zu dieser Zeit war das Grab nur noch teilweise erhalten. Irgendwann später wurde es restlos abgetragen.

## Beschreibung

### Architektur
Die Anlage besaß eine runde Hügelschüttung mit einem Durchmesser von etwa 15 m. Von der Umfassung waren 1873 noch mehrere Steine erhalten. Zur Grabkammer liegen keine genaueren Angaben vor. Die Wandsteine waren offenbar bereits alle entfernt worden. Es war nur noch ein Deckstein mit einer Länge von 2,1 m und einer Breite von 1,1 m erhalten. Der Kammer war ein nach Südsüdost weisender Gang vorgelagert.

### Funde
In der Hügelschüttung neben dem Gang wurden zwei bronzezeitliche Urnen gefunden. Sie enthielten Leichenbrand und bronzene Doppelknöpfe.